# Zuid-Afrikaans referendum 1983

Uitslag per regio

Tijdens het Zuid-Afrikaans referendum van 2 november 1983 ging het blanke electoraat naar de stembus om te beslissen over een nieuwe grondwet. De nieuwe grondwet voorzag in een Driekamerparlement waarin kleurlingen en Aziatische Zuid-Afrikanen vertegenwoordigd zouden zijn in afzonderlijke Kamers van het parlement. De zwarte bevolking had geen recht op een eigen Kamer in het parlement omdat zij volgens het toenmalige regeringsbeleid inwoners waren van de "thuislanden" die elk hun eigen volksvertegenwoordiging hadden. De volksvertegenwoordiging van de Aziaten ("Indiërs") zou de naam Raad van Afgevaardigden krijgen en de volksvertegenwoordiging van de Kleurlingen de naam Raad van Vertegenwoordigers. De bestaande blanke volksvertegenwoordiging, de Volksraad, zou ook een van de Kamers van het parlement worden.
Het (blanke) parlement had de grondwet op 5 mei al aangenomen (119 stemmen vóór en 35 stemmen tegen). Voor stemden de Nasionale Party (regering) en - zij het onder voorbehoud - de Nuwe Republiekparty, tegen de extreemrechtse Konserwatiewe Party en de gematigde Progressive Federal Party. 
Bij de stembusgang op 2 november stemde een meerderheid (66,3%) van de kiesgerechtigden in met de nieuwe grondwet. Dit was meer dan van tevoren werd voorspeld.
Van de zijde van zwarte meerderheid van de bevolking werd de nieuwe grondwet verworpen. Als teken van verzet weigerde een groot deel van hen om bij de in november en december 1983 gehouden verkiezingen voor 29 "lokale" autoriteiten (d.w.z. besturen in de townships) te gaan stemmen. Ook de leiders van de thuislanden spraken zich vrijwel unaniem uit tegen de nieuwe grondwet. Onder de Kleurlingen en Aziatische Zuid-Afrikanen toonde men zich sceptisch. Niettemin trad de grondwet medio 1984 in werking.

## Uitslag
Vraagstelling: "Bent U ten gunste van de inwerkingtreding van de nieuwe Grondwet van 1983, zoals door het Parlement is goedgekeurd?"
| Keuze            | Stemmen   | Percentage |
| ---------------- | --------- | ---------- |
| Voor             | 1.360.223 | 66,29      |
| Tegen            | 691.577   | 33,71      |
| Ongeldig/ blanco | 10.669    | -          |
| Totaal           | 2.062.469 | 100,00     |
| Opkomst          | 2.713.000 | 76,02      |
| Bron:            |           |            |

Parlementsverkiezingen: 1910 · 1915 · 1920 · 1921 · 1924 · 1929 · 1933 · 1938 · 1943 · 1948 · 1953 · 1958 · 1961 · 1966 · 1970 · 1974 · 1977 · 1981 · 1984 · 1987 · 1989 · 1994 · 1999 · 2004 · 2009 · 2014 · 2019 · 2024

Referenda: 1960 · 1983 · 1992